# Stefan Nieciecki
Stefan Nieciecki herbu Poraj (zm. 16 lutego 1673 roku) – pisarz ziemski połocki w latach 1658-1673.
Był elektorem Michała Korybuta Wiśniowieckiego z województwa połockiego w 1669 roku.